# مات أوبراين
مات أوبراين (بالإنجليزية: Matt O'Brien)‏ هو حكم اتحاد الرغبي ‏ أسترالي، ولد في 22 يوليو 1981 في إقليم سوثلاند في نيوزيلندا.